# Pozytywka (staw)
Pozytywka – staw o charakterze zbiornika retencyjnego w Warszawie, w dzielnicy Ursynów.

## Położenie
Staw leży po lewej stronie Wisły, w Warszawie, w dzielnicy Ursynów, w rejonie osiedla Jeziorki Południowe, niedaleko ulicy Puławskiej. Wokół niego biegnie ulica Pozytywki.
Zgodnie z ustaleniami w ramach Programu Ochrony Środowiska dla m. st. Warszawy na lata 2009-2012 z uwzględnieniem perspektywy do 2016 r. staw położony jest na wysoczyźnie i zasilany jest stale wodami podziemnymi. Odpływ ma formę cieku. Powierzchnia zbiornika wodnego wynosi 1,0434 hektara.
Leży na obszarze zlewni Rowu Jeziorki.

## Historia
Staw w latach 50. XX wieku został włączony w system melioracyjny Jeziorek Południowych. W latach 80. został pogłębiony. Przeprowadzono wtedy też prace porządkowe. Staw wykorzystywany był do hodowli ryb. W wyniku wielu lokalnych podtopień pobliskich zabudowań jak np. w 2010 r., które spowodowane były zamuleniem i zanieczyszczeniem zbiornika, konieczne stało się przeprowadzenie rekultywacji, która rozpoczęła się w 2012 r. Obejmowała ona odmulenie, ukształtowanie skarp, wykonanie przepustów, mnicha i zastawki. Prace, które dotyczyły także sąsiedniego stawu Wąsal i kanału, łącznika między akwenami, zostały zakończone w czerwcu 2013 r. W ich wyniku maksymalna retencja stawu Pozytywka wzrosła z 7 680 m³ do 16 300 m³, a retencja całego systemu składająca się z obu stawów i łącznika zwiększyła się z 13 360 m³ do 26 210 m³.